# Heterophilus scabricollis
Heterophilus scabricollis é uma espécie de coleóptero da subfamília Philinae, com distribuição restrita à China.